# SEHA liga 2019./20.
SEHA Gazprom League 2019./20. je deveto izdanje regionalne rukometne SEHA lige. 
Klub RK Vardar Skoplje branitelj je naslova prvaka EHA lige.

## Sudionici
Zbog želje brojnih kluba za sudjelovanjem u natjecanju, još uvijek nije poznat konačni sastav lige.

## Vanjske poveznice
- Službena stranica SEHA lige